# Constituição da República Democrática do Congo
A Constituição da República Democrática do Congo foi alterada e/ou substituída por várias vezes. A República Democrática do Congo tem conhecido uma atormentada história desde a sua independência em 1960, envolvendo uma secessão - uma semana após a independência, três grandes golpes de Estado, 32 anos de uma longa ditadura, e até quatro mudanças de nome e bandeira.

## Atual Constituição
A República Democrática do Congo está agora sob o regime da Constituição, que foi aprovada em um referendo pelo povo congolês, e promulgada em 18 de fevereiro de 2006 pelo Presidente Joseph Kabila. Wikisource contém o Texto completo da Constituição (No original em francês).

### Disposições gerais
Novas subdivisões políticas foram trazidas por esta Constituição. O país está dividido em 25 províncias, e a cidade-capital de Kinshasa inteira, para ter efeito 36 meses após a instalação oficial do recém-eleito presidente, que ocorreu em 6 de dezembro de 2006.
O novo lema do país é: « Justiça, Paz, Trabalho ».

#### Estado unitário e federal
A Constituição não resolveu o debate sobre se o Estado é federal ou unitário. Ela no entanto, estabelece um Estado unido e indivisível. Na prática, porém, o Estado será tanto unitário e federal:
- É estado unitário central tem uma grande quantidade de autoridade sobre as entidades descentralizadas (províncias, territórios, etc), e existe apenas uma força policial, uma hierarquia sistema judicial, e os governadores eleitos e governadores substitutos das províncias são instalados pelo Presidente da República.
- É federal, porque há uma separação entre as prerrogativas constitucionais expressa exclusiva ao governo central, aqueles exclusivos para o governo provincial, e aqueles que são concomitantes aos dois. Além disso, as províncias têm um orçamento independente, e uma administração independente, com ativos físicos independentes, e um corpo de serviço civil independente.

## Constituições passadas
Entre 2003 e 2006, a República Democrática do Congo estava sob o regime de uma Constituição de Transiçãoque foi estabelecida em conseqüência do Acordo Global e Inclusivo 2002 da Sun City, África do Sul, que pôs fim à sangrenta guerra civil que enfureceu-se no Congo desde 1998, matando 3.5 milhões de pessoas, resultantes principalmente da fome e doença.